# 刘锋 (1963年)
刘锋（1963年8月—），男，汉族，山西屯留人，中华人民共和国政治人物，中国共产党党员，亦为第十三届全国人民代表大会山西地区代表。

## 生平
2018年2月24日，当选为第十三届全国人大代表。曾于2017年9月出任晋城市市长，2020年至2021年出任山西省发展和改革委员会主任，2021年9月出任山西省人民政府副秘书长、山西转型综合改革示范区党工委书记、管委会主任。2023年1月，改任山西省人大常委会教育科学文化卫生工作委员会主任。